# Deniz Türüç
Deniz Türüç (sinh ngày 29 tháng 1 năm 1993) là một cầu thủ bóng đá Thổ Nhĩ Kỳ thi đấu ở vị trí tiền vệ. Vào tháng 7 năm 2015 anh ký bản hợp đồng 3 năm với câu lạc bộ Thổ Nhĩ Kỳ Fenerbahçe.

## Sự nghiệp quốc tế
Türüç sinh ra ở Hà Lan có bố mẹ là người Thổ Nhĩ Kỳ. Anh ra mắt quốc tế cho Đội tuyển bóng đá quốc gia Thổ Nhĩ Kỳ trong trận thắng giao hữu 3-1 trước Moldova ngày 27 tháng 3 năm 2017.

## Thống kê sự nghiệp
Tính đến ngày 27 tháng 9 năm 2020
| Câu lạc bộ          | Mùa giải            | Giải đấu            | Giải đấu | Giải đấu | Cúp quốc gia | Cúp quốc gia | Cúp liên đoàn | Cúp liên đoàn | Khác | Khác | Tổng cộng | Tổng cộng |
| Câu lạc bộ          | Mùa giải            | Hạng                | Trận     | Bàn      | Trận         | Bàn          | Trận          | Bàn           | Trận | Bàn  | Trận      | Bàn       |
| ------------------- | ------------------- | ------------------- | -------- | -------- | ------------ | ------------ | ------------- | ------------- | ---- | ---- | --------- | --------- |
| Go Ahead Eagles     | 2012–13             | Eerste Divisie      | 22       | 0        | 2            | 0            | —             | —             | 6    | 1    | 30        | 1         |
| Go Ahead Eagles     | 2013–14             | Eredivisie          | 31       | 3        | 2            | 0            | —             | —             | —    | —    | 33        | 3         |
| Go Ahead Eagles     | 2014–15             | Eredivisie          | 29       | 2        | 1            | 0            | —             | —             | 2    | 0    | 32        | 2         |
| Go Ahead Eagles     | 2015–16             | Eredivisie          | 0        | 0        | 0            | 0            | —             | —             | 2    | 1    | 2         | 1         |
| Go Ahead Eagles     | Tổng cộng           | Tổng cộng           | 82       | 5        | 5            | 0            | 0             | 0             | 10   | 2    | 97        | 7         |
| Kayserispor         | 2015–16             | Süper Lig           | 32       | 2        | 8            | 3            | —             | —             | —    | —    | 40        | 5         |
| Kayserispor         | 2016–17             | Süper Lig           | 32       | 11       | 6            | 0            | —             | —             | —    | —    | 38        | 11        |
| Kayserispor         | 2017–18             | Süper Lig           | 31       | 5        | 6            | 4            | —             | —             | —    | —    | 37        | 9         |
| Kayserispor         | 2018–19             | Süper Lig           | 26       | 3        | 3            | 0            | —             | —             | —    | —    | 29        | 3         |
| Kayserispor         | Tổng cộng           | Tổng cộng           | 121      | 21       | 23           | 7            | 0             | 0             | 0    | 0    | 144       | 28        |
| Fenerbahçe          | 2019–20             | Süper Lig           | 26       | 3        | 9            | 3            | —             | —             | —    | —    | 35        | 6         |
| Fenerbahçe          | 2020–21             | Süper Lig           | 3        | 0        | 0            | 0            | —             | —             | —    | —    | 3         | 0         |
| Fenerbahçe          | Tổng cộng           | Tổng cộng           | 29       | 3        | 9            | 3            | 0             | 0             | 0    | 0    | 38        | 6         |
| İstanbul Başakşehir | 2020–21             | Süper Lig           | 0        | 0        | 0            | 0            | —             | —             | 0    | 0    | 0         | 0         |
| Tổng cộng sự nghiệp | Tổng cộng sự nghiệp | Tổng cộng sự nghiệp | 232      | 30       | 37           | 10           | 0             | 0             | 10   | 2    | 279       | 42        |

### Bàn thắng quốc tế
Bàn thắng và kết quả của Thổ Nhĩ Kỳ được để trước.
| #  | Ngày                 | Địa điểm                               | Đối thủ | Bàn thắng | Kết quả | Giải đấu            |
| -- | -------------------- | -------------------------------------- | ------- | --------- | ------- | ------------------- |
| 1. | 10 tháng 9 năm 2019  | Sân vận động Zimbru, Chișinău, Moldova | Moldova | 2–0       | 4–0     | Vòng loại Euro 2020 |
| 2. | 11 tháng 11 năm 2020 | Vodafone Park, Istanbul, Thổ Nhĩ Kỳ    | Croatia | 2–1       | 3–3     | Giao hữu            |